# Gruppe der Drei

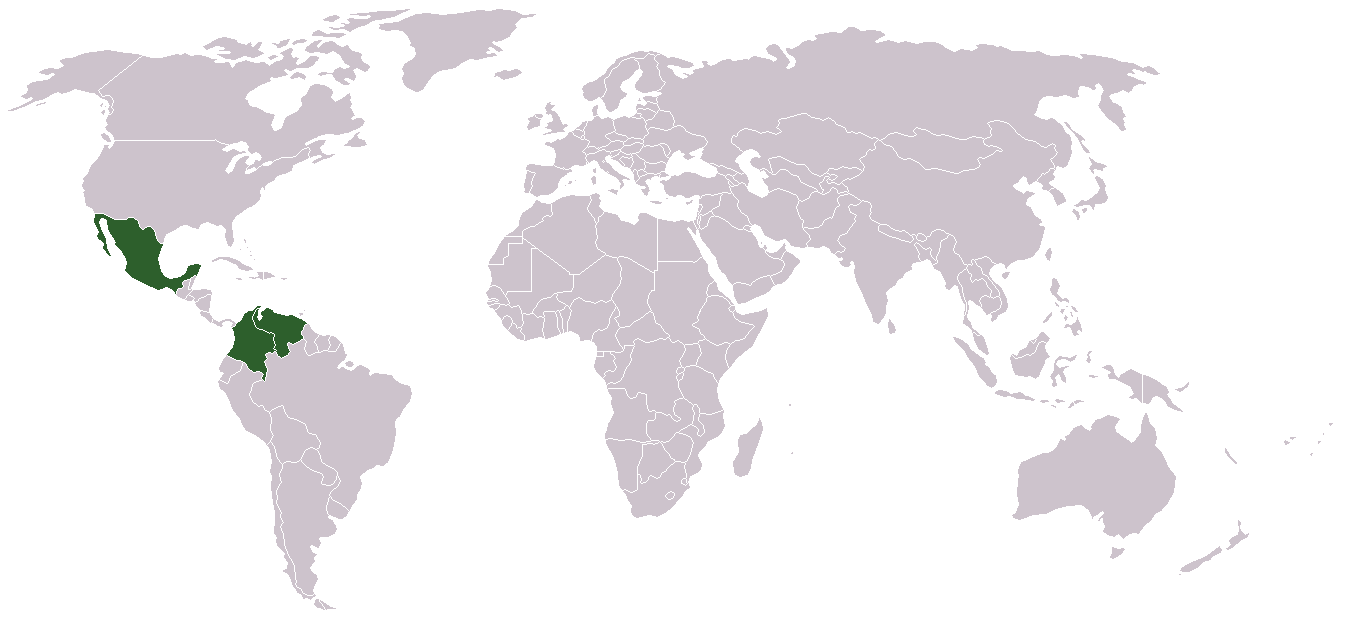
Die G3-Staaten

Die Gruppe der Drei (G3) war ursprünglich ein Freihandelsabkommen zwischen Kolumbien, Mexiko und Venezuela, das am 1. Januar 1995 in Kraft trat und einen erweiterten Markt mit 149 Millionen Konsumenten und einem Bruttosozialprodukt von 486,5 Milliarden US-Dollar schuf. Venezuela trat schließlich im Jahre 2006 aus der „Gruppe der Drei“ aus, um stattdessen Vollmitglied im Mercosur zu werden.
In dem Abkommen wurde eine Senkung der Zolltarife um 10 % über zehn Jahre hinweg – beginnend 1995 – für den Handel von Waren und Dienstleistungen zwischen den drei Staaten festgelegt. Es schafft eine Verbindung von NAFTA und der Andengemeinschaft. Das Abkommen beschränkt sich nicht auf die Liberalisierung des Handels, sondern umfasst auch Angelegenheiten wie Investment, Dienstleistungen, Regierungserwerbe und Bestimmungen zum Kampf gegen unfairen Wettbewerb und dem Recht auf geistiges Eigentum.